# A Dime Novel Detective
A Dime Novel Detective è un cortometraggio muto del 1909. Il nome del regista non viene riportato nei credit del film.

## Trama
Il grande detective Hawkshaw si prende cura di una ragazza perseguitata da un corteggiatore insistente ma per niente gradito. Il villain cerca in ogni modo di farsi accettare dalla giovane, giungendo perfino al rapimento, ma ovunque si trovi, Hawkshaw è sempre sulla sua strada.

## Produzione
Il film fu prodotto dalla Lubin Manufacturing Company.

## Distribuzione
Distribuito dalla Lubin Manufacturing Company, il film - un cortometraggio di una bobina - uscì nelle sale cinematografiche statunitensi il 1º marzo 1909.